# 2004 HX78
2004 HX78, também escrito como 2004 HX78, é um objeto transnetuniano que está localizado no Cinturão de Kuiper, uma região do Sistema Solar. Este corpo celeste é classificado como um plutino, pois, o mesmo está em uma ressonância orbital de 2:3 com o planeta Netuno. Ele possui uma magnitude absoluta de 7,8 e tem um diâmetro estimado com 121 km.

## Descoberta
2004 HX78 foi descoberto no dia 24 de abril de 2004 pelo Canada-France Ecliptic Plane Survey.

## Órbita
A órbita de 2004 HX78 tem uma excentricidade de 0,155 e possui um semieixo maior de 39,522 UA. O seu periélio leva o mesmo a uma distância de 33,386 UA em relação ao Sol e seu afélio a 45,657 UA.